# Бешеновачко језеро
Бешеновачко језеро, познато и под називом Бели камен, језеро је смештено југоисточно од Бешеновачког Прњавора, Град Сремска Митровица. Од центра Града Сремска Митровица удаљено је 23 километара. Језеро је настало 2004. године на површинском копу, где се експлоатисао кречњак за потребе фабрике цемента у Беочину, тако што је пресечена водоносна жила која је преплавила најдубље делове копа. Временом се образовало језеро пречника 200, а дубине око 15 метара. Бешеновачко језеро је порибљено, а мештани га, сем за риболов, користе и као излетиште. У близини језера се налази дрвена капела која својим изгледом подсећа на манастир Бешеново. 